# Pearlette Louisy
Calliopa Pearlette Louisy GCSL, GCMG (sinh ngày 8 tháng 6 năm 1946) là toàn quyền của Saint Lucia từ năm 1997 đến 2017. Bà là người phụ nữ đầu tiên nắm giữ vị trí này, tuyên thệ vào ngày 19 tháng 9 năm 1997, và đã từ chức từ ngày 31 tháng 12 năm 2017.

## Tiểu sử
Sinh ra ở làng Laborie, Louisy theo học tại Trường Mầm non và Trường tiểu học Laborie. Năm 1960, bà theo học Tu viện Saint Joseph với Học bổng Javouhey. Năm 1966, một năm sau khi hoàn thành chương trình giáo dục trung học, bà được trao học bổng của Cơ quan Phát triển Quốc tế Canada (CIDA) để theo đuổi bằng Cử nhân tiếng Anh và tiếng Pháp tại Đại học West Indies tại Cave Hill, Barbados.
Năm 1972, bà được tài trợ bởi Chương trình học bổng và học bổng nghiên cứu Khối thịnh vượng chung Canada để theo đuổi bằng thạc sĩ ngôn ngữ học trong lĩnh vực giáo dục tại Đại học Laval ở thành phố Quebec, Canada. Năm 1991, bà tiếp tục đến Đại học Bristol ở Vương quốc Anh, nơi cô đọc để lấy bằng tiến sĩ về giáo dục. 
Louisy đã đóng góp đáng kể cho sự phát triển của giáo dục tại Saint Lucia, dành phần lớn sự nghiệp của mình trong nghề dạy học. Trong các giai đoạn 1969-1972 và 1972-1975, bà giảng dạy tại Tu viện St Joseph. Từ năm 1976 đến năm 1986, bà làm gia sư tiếng Pháp và sau đó được bổ nhiệm làm Hiệu trưởng của Trường Cao đẳng A level St Lucia. Khi Cao đẳng A level St. Lucia và Cao đẳng cộng đồng Morne sáp nhập vào Trường Cao đẳng Cộng đồng Sir Arthur Lewis, trước tiên bà giữ chức Trưởng khoa, và sau đó được bổ nhiệm làm Phó Hiệu trưởng và Hiệu trưởng của trường, cho đến khi bà được bổ nhiệm làm Toàn quyền năm 1997. Trong cương vị Toàn quyền, bà đã thúc đẩy cải cách giáo dục và sử dụng tiếng thổ ngữ cho các văn bản hành chính.
Năm 1999, Louisy đã được trao bằng danh dự của Tiến sĩ Luật (LL. D.) của Đại học Bristol. Vào ngày 16 tháng 7 năm 1999, bà được phong tước Dame Grand Cross của Dòng Thánh Michael và Thánh George.